# Штурм Ахульго
Штурм Ахульго — військова операція, проведена в червні - серпні 1839 року під час Кавказької війни силами «Чеченського» загону Окремого Кавказького корпусу Кавказької армії під командуванням генерал-лейтенанта П.Х. Граббе, метою якої була блокада та захоплення ставки імама Шаміля в аулі Ахульго, розташованому на однойменному гірському плато в Дагестані. 

## Передумови війни та воєнне становище в Кавказі станом на1839 рік
У 1813 р. Дагестан був приєднаний до Російської імперії.Новий уряд почав наводити тут свої порядки,що викликало обурення місцевих жителів.В результаті на Кавказі спалахнуло повстання горців, яке носило антифеодальний та національно-визвольний характер.До того ж боротьба горців ослаблювала позицію російського самодержав'я та підірвувала авторитет імператора Миколи I. Першопочатковому успіху горців сприяли ще й ті обставини,що головні командувачі російських військ на Кавказі Єрмолов та Паскевич були відволічені війною з Персією. У 1832 році, в битві з російськими військами, під аулом Гимри загинув перший Імам Дагестану Казі-Мулла, проте з його смертю опір горців російським військам не припинився. Його правій руці Шамілю вдалося втекти і через 2 роки він очолює повстання,виводячи його на новий рівень.
Зима 1835 року позбавила росіян можливості зробити що-небудь в Дагестані. Шаміль ж протягом всього 1835 року не виявляв своєї діяльності, працюючи в тиші та присипляючи увагу російського уряду помилковою покорою. Але на початку 1836 року вже стало видно зростаюче значення Шаміля та його ворожі задуми, внаслідок чого головнокомандувач, барон Розен, наказав генерал-майору Реутову вирушити до Унцукуля та, якщо виявиться можливим, то дійти до Ашільти - місцеперебування Шаміля.
Протягом 1837 року дії на лівому фланзі обмежилися лише кількома експедиціями. Найважливішою подією цього року є прохання аварців поставити в Хунзах російські війська з метою позбавити себе від домагань Шаміля. Заняття головного пункту Аварії було покладено на генерал-майора Фезі. 29 травня Фезі прибув до Хунзах та, залишивши там невеликий гарнізон, 3 липня вирушив до Ашільте, поблизу якої на неприступній кручі стояв замок Ахульго, де знаходилися сімейство та майно Шаміля. Сам же Шаміль був в аулі Тілітль. 11 та 12 червня Фезі опанував обома цими важливими пунктами і попрямував до Тілітлю, щоб покінчити з самим Шамілем. 
Тілітль був одним з неприступних аулів, тим не менше 5 липня після попереднього бомбардування, Фезі наказав штурмувати його. Не бачачи можливості боротися з російськими військами, Шаміль вислав парламентера із згодою скоритися. Фезі вступив в переговори і цим зробив велику помилку: по-перше, випустив зі своїх рук Шаміля і, по-друге, вступаючи з ним у переговори, визнавши у ньому владику над непокірними нам горцями. Таким чином, укладеною з Шамілем умовою знищувалися всі плоди вдалих експедицій Фезі, і Шаміль отримав можливість продовжувати боротьбу з російським пануванням та створив реальну загрозу його існування на Північному Кавказі.
На східному Кавказі події в 1838 р. обмежувалися невеликими походами росіян в Салатавію . Результатом цього походу було виявлення покірності самурцамі.

## Гірська фортеця
Взагалі Ахульго в перекладі з аварської мови позначає «Набатна гора», «Тривожна гора». 
Важливою стратегічною точкою була Шулатлулго (у перекладі з аварського «Фортечна гора»)— скеля ,яка височіла над Ахульго.Вершина Шулатлулго - це майже рівний майданчик, площею не більше ста квадратних метрів, на якій сподвижник Шаміля - майстер на ім'я Сурхан побудував кілька сакль, одна з яких височіла над іншими і нагадувала собою щось на зразок вежі. Тому Шулатлулго стали називати ще й Сурхаєвою вежею. Цей своєрідний форт завдяки своєму становищу розтягував блокадну лінію російських військ більш ніж на чотири кілометри. Башта розташовувалася на пануючій висоті, з цієї причини обложені могли тримати під обстрілом практично всі ділянки місцевості, на яких розташовувалися російські війська.
Грізний вигляд Ахульго вразив навіть бувалих солдатів, які казали: "Легше зняти місяць з неба, ніж півмісяць з мінарету Ахульго".

## Початкові позиції
До приходу російського війська гора Ахульго була оперезана траншеями та окопами. Горці спорудили на горі і кам'яні споруди з бійницями. У новому Ахульго перед головною вежею був побудований невеликий бастіон. Одна з траншей проходила по середині гори і закінчувалася біля обриву над Андійським Койсу. Цим же шляхом захисники Ахульго добиралися до Шулатлулго та діставали воду з річки. Сурхаєва вежа панувала над усією навколишньою місцевістю. Будь-який рух противника тут ставав помітним. На вежі знаходилося близько ста найвідчайдушніших мюридів, під командуванням Алі-бека Аварського. Захисники Ахульго розставили пости по периметру вершини гори. Основні ж сили зайняли оборону у верхній частині східного схилу біля стежки, що ведуть вниз.

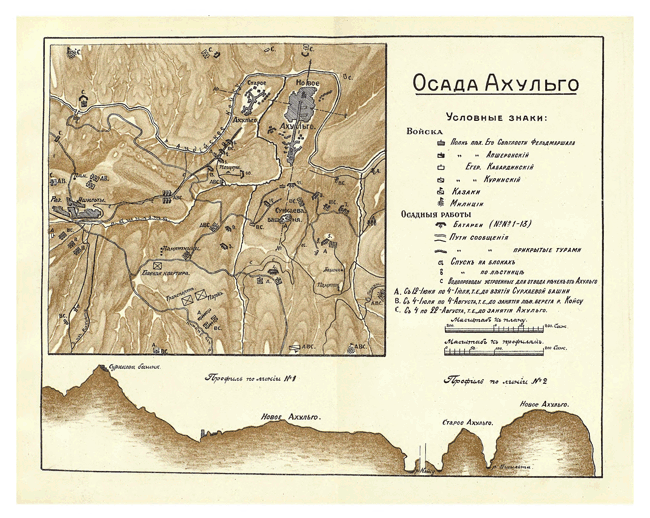
Облога Ахульго(карта - схема)

Підступивши до Ахульго Граббе повністю оточив його. На 9 червня російські війська оволоділи обома берегами Андійського Койсу. Розміщення блокуючих військ до цього часу було наступним:
- Ліве крило - по ліву сторону річки Ашільти: 2 роти першого батальйону і 4-й батальйон Апшеронського полку з двома козацькими сотнями та двома гірськими знаряддями.
- Центр - на мису між річками Ашільтой і Бетлі: 1-й Куринський батальйон з двома гірськими знаряддями; на висотах на південь від Сурхаєва вежі 4-й Куринський батальйон з двома легкими гарматами.
- Праве крило - на висотах на схід від Сурхаєвої вежі: 2-й Куринський батальйон з чотирма гірськими гармтами; в ущелині біля Койсу 2-й Апшеронський батальйон.
- Біля переправи - дві роти 1-го Апшеронського батальйону з однією гірською гарматою.
- На висотах на північ від Ашільти - обидва батальйони Кабардинського полку з двома гірськими гарматами.
- У садах південніше Ашільти - міліція Хана Мехтулінского.
- На висотах біля повороту дороги до підйому на Бетлетську гору - міліція шамхал Тарковського.
- На висотах по ліву сторону Бетлетського яру - транспорт та обоз, прикритий 3-го Куринським батальйоном.
- На висотах по ліву сторону Бетлетського яру - табуни всього загону під прикриттям кінних козаків.

## Облога та штурм Ахульго

### 1-й штурм
План російського вищого командування полягав у тому, щоб знищити резиденцію імама Ахульго, утвердитися на річці Андійське Койсу, контролюючи звідти нагірний Дагестан, і заснувати укріплену лінію по річці Самур, щоб ізолювати південь Дагестану від Азербайджану.
Детальна рекогносцировка головного опорного пункту ворога, проведена 13 червня 1839 року генералом Граббе особисто, показала, що штурм без тривалої попередньої підготовки просто неможливий. З цього дня російські війська взялися за планомірні облогові роботи. Вже до 27 червня було побудовано шість батарей, до них проклали під'їзні шляхи, прикриті з обох сторін турами з камінням, розпочато побудова спуску до ровів перед Старим Ахульго та до укріплень мюрідів поведена подвійна крита сапу. Півкільце блокади російських військ постійно стискалося.
Незабаром генерал Граббе переконався, що йому не вдалося повністю блокувати Ахульго. Як тільки російські війська в повному складі переправилися на правий берег Андійського Койсу, імам відразу ж відновив переправу через річку та налагодив зв'язок з найближчими гірськими товариствами (племенами), отримуючи від них поповнення людьми та матеріальними засобами. Стало очевидним, що для успішного штурму необхідна щільніша блокада Ахульго. Однак на той момент часу сил та засобів у Граббе на все явно бракувало. Для організації за всіма правилами того часу облоги бракувало гармат великих калібрів, інженерно-саперних підрозділів, матеріалів та інструментів.
Обмеженість військових сил змусила Граббе відмовитися від повної блокади та обмежитися обклогою замку з півдня. Така блокада була марною, оскільки давала можливість Шамілю з'єднуватися з лівим берегом Койсу і отримувати звідти підкріплення та продовольство.

### 2-й штурм та взяття Сурхаєвої вежі
Часом укріплення повністю ховалося в пилу, а від його стін відлітали значні уламки. У цей час російські солдати зібралися біля підошви гори, очікуючи сигналу, щоб піти на штурм. Солдати були забезпечені дерев'яними щитами, підбитими повстю, для прикриття голови та грудей від каменів, які скидалися горцями.
У цей час мовчавша до цієї пори вежа ожила. На голови штурмуючих полетіли колоди та каміння, був відкритий рушничний вогонь. Генерал Граббе наказав військам відійти на вихідні позиції. Знову заговорила російська артилерія. Від її вогню частина мюридів,яка залишилася у вежі загинула. До настання темряви ядра та гранати утворили в стінах вежі осиптаі навіть деяку подобу пологого підйому. Російські солдати вночі 5 липня піднялися наверх, але цього разу їм ні хто не перешкоджав підніматися.

### 3-й штурм
Російські війська готувалися до вирішального штурму. 12 липня на допомогу Граббе з Південного Дагестану прибули три батальйони піхоти з 13 гарматами, під командуванням полковника Врангеля. 

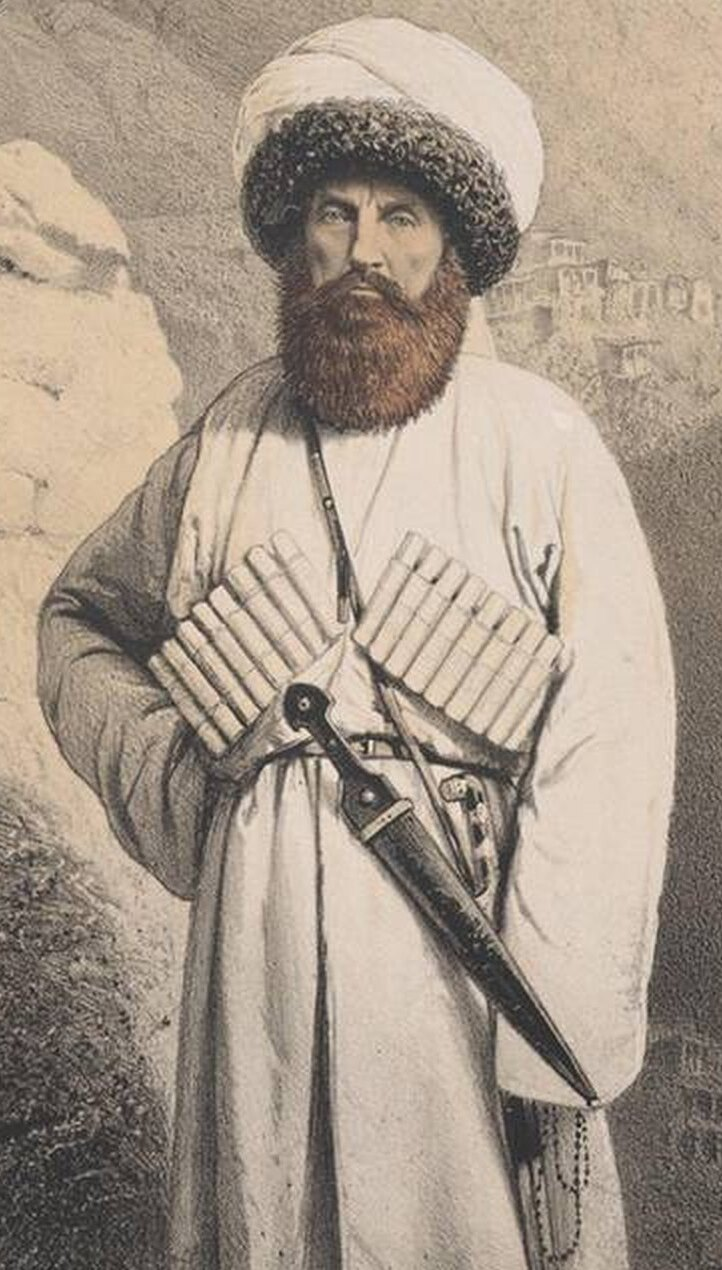
Імам Шаміль

### Переговори
Взяти Ахульго не вдавалося, і Граббе пішов на переговори, які запропонував Шаміль, в чому не було нічого незвичайного, оскільки його становище вимагало такої міри. Доки не було щільної блокади, імам ще міг отримувати підмогу від інших гірських племен. Але тепер від тривалої облоги захисники фортеці тяжко страждали. В Ахульго скупчилося багато хворих та поранених, виникла епідемія віспи. В результаті падіння Сурхаєвої вежі та першого штурму 16 липня Шаміль поніс чималі втрати, але аж ніяк не занепав духом. З іншого боку, внаслідок тривалої стоянки на одному місці, де повітря було отруєно гниттям трупів та панувала нескінченна задушлива спека, значно зросла захворюваність серед особового складу російських військ. Це, звичайно, не в кращий бік впливало на їх боєздатність. До того ж, імам сподівався виграти час та повторити успіх переговорів з Фезе.
Цього разу для зустрічі з Шамілем відрядили генерала Пуллена. Умови Граббе більше були схожі на ультиматум, головним пунктом якого були видача в аманати старшого сина Шаміля - 8-річного Джамалуддіна - і вихід імама з Ахульго. Окрім того в умові говорилося, що обидва Ахульго вважаються на вічні часи володінням російського імператора і у зв'язку з цим горці не можуть селитися на них без дозволу. Одночасно Граббе вимагав від вождя мюридів сдачі російському уряду; в обмін на це російський командувач гарантував імаму та його сподвижникам життя, недоторканність сімей і майна та обіцяв повернутися на батьківщину.

### 4-й штурм та нові переговори
Уже почав вимальовуватися загальний успіх штурму.Битві за Ахульго не було видно кінця. Зруйновані вдень зміцнення горяни заново зводили вночі. Жінки надягали чоловічий одяг, щоб здавалося, що в Ахульго ще багато захисників, а часом і билися нарівні з чоловіками. Шаміль, здавалося, тримався з останніх сил, але сили Граббе теж були на межі. І тим і іншим бракувало продовольства та боєприпасів. І тих і інших косили хвороби. І всі до крайнього заходу втомилися.Як писали очевидці, гора здригалася від вибухів, а виснажені блокадою горці, ніби шукаючи в смерті порятунку від нескінченного жаху, вирішувалися на найвідчайдушніші атаки. І що навіть сам Шаміль виходив молитися на відкрите місце або просто подовгу сидів там з сином на колінах, очікуючи кулі, як позбавлення.
Шаміль, як і раніше, не погоджувався з генералом в головному - він просив собі дозволу жити в горах.

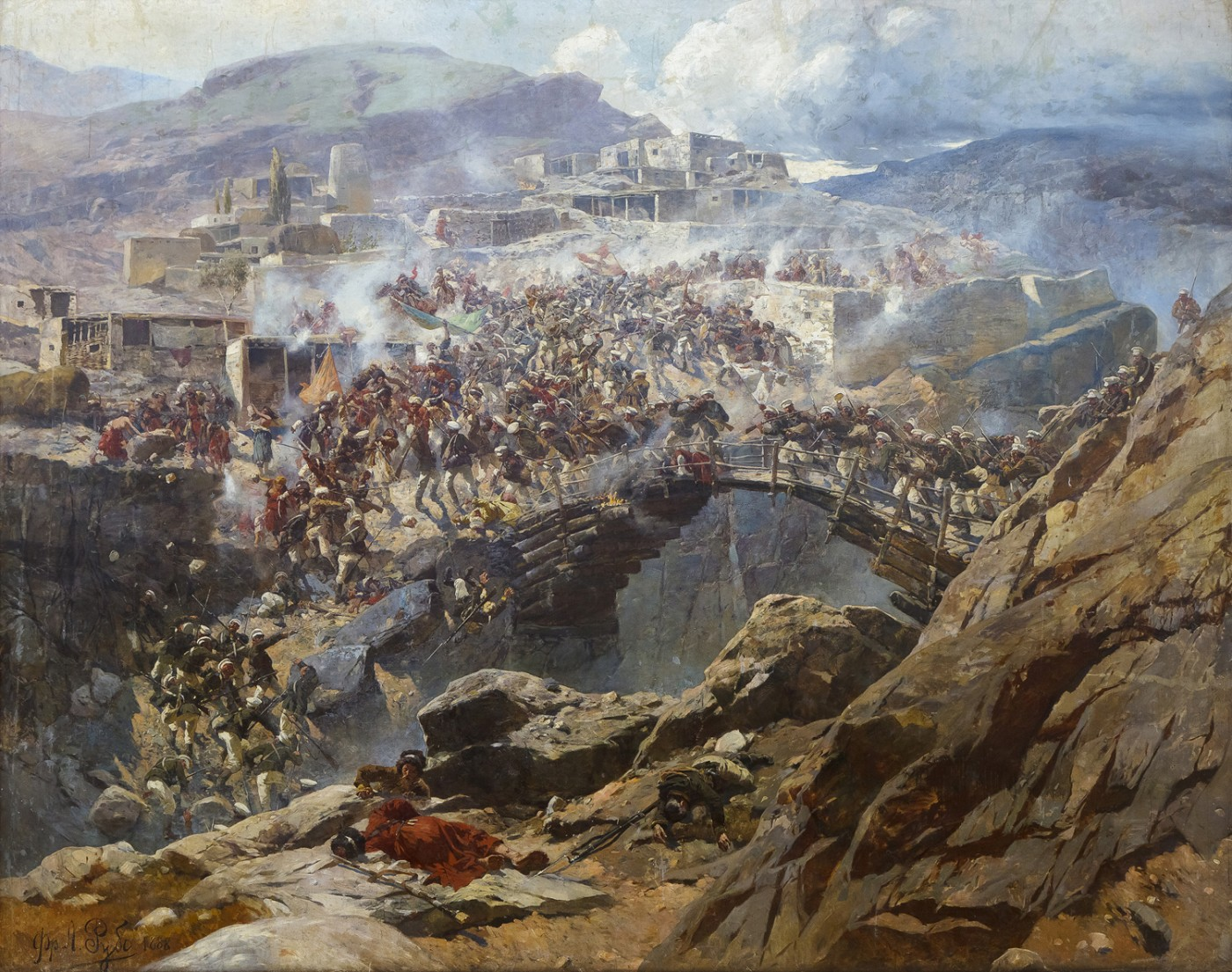
Франц Рубо. Штурм аула Ахульго

### 5-й штурм
Батальйон кабардинців штурмував своєрідний гірський бастіон (дві заглиблені саклі, з'єднані критою траншеєю),який оборонявся наїбом Ахвердов-магом. Незабаром ліва сакля була взята, права ж відбила всі атаки. Вночі російські сапери висікли галерею на суцільний брилі каменю та заклали фугас. Вибух зруйнував саклю, всі її захисники загинули під руїнами або впали під багнетами запеклих наполегливим опором солдатів.
Полки - Апшеронський, Куринський, Навагінський були нагороджені Георгіївськими прапорами.

## Результат облоги
У наставшій ейфорії про Шаміля всі забули, оскільки він позбувся всіх своїх найкращих воїнів, його найсильніша фортеця, - Ахульго - лежала в руїнах.

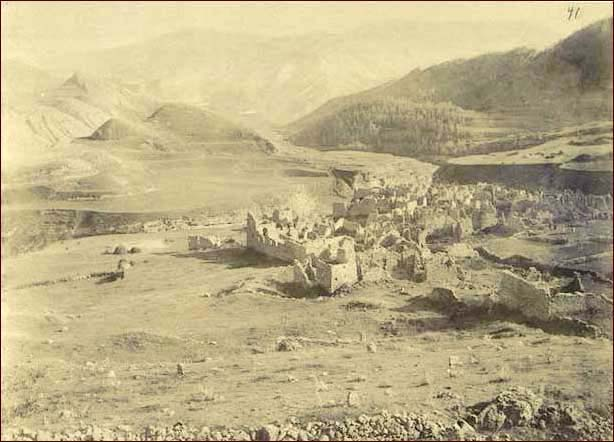
Руїни Ахульго

## Наслідки облоги
Звістка про падіння Ахульго, який вважався у горців неприступною фортецею, на якийсь період похитнула в горянах впевненість у перемозі Шаміля. Число прихильників Шаміля збільшувалася не такими швидкими темпами як раніше. Горяни понесли великі втрати. 
Наприкінці 1830-х, як і на початку 1840-х рр.., російські військові дії на східному Кавказі не мали ні загального ясно окресленого плану, ні правильної системи; і тільки операції на західній прибережній лінії краю відбувалися до певної міри системат-тично і досягали можливих і певних результатів.
Хоча експедиції російських військ на східній околиці і були здебільшого вдалі та чудові по своїй заповзятливості, блискучим сутичкам та труднощам понад людських сил, випадавших звичайно на частку кавказького солдата, але їхній зовнішній успіх не завжди відповідав сутності справи.
Розгромивши кілька партій, знищивши багато аулів та хуторів, заручившись аманатами та масою присяжних листів, російські воєначальники вважали підкорення закінченим, а гірські клятви навіки непорушними.
Проте горці знову напалали на російські землі та маленькі загони на чолі з Шамілем. Це знову змушувало російські війська вирушати до горців для покарання та притягнення до нової, ще ненадійнішої покірності, і таким чином з року в рік обмежуватися одними лише набігами та невеликими нападами.
Проте, попри взяття Ахульго, командуванню Кавказької армії не вдалося досягти глобальних цілей. Шаміль продовжував опір ще майже 20 років.
Згодом аул так і не був відбудований заново.

## Пам'ять про Ахульго після його взяття
Офіцери, унтер-офіцери, рядові,які найбільше відзначилися, були удостоєні бойових нагород Російської імперії. Всіх учасників походу відзначили спеціально заснованою медаллю «За взяття штурмом Ахульго» на Георгіївській стрічці.

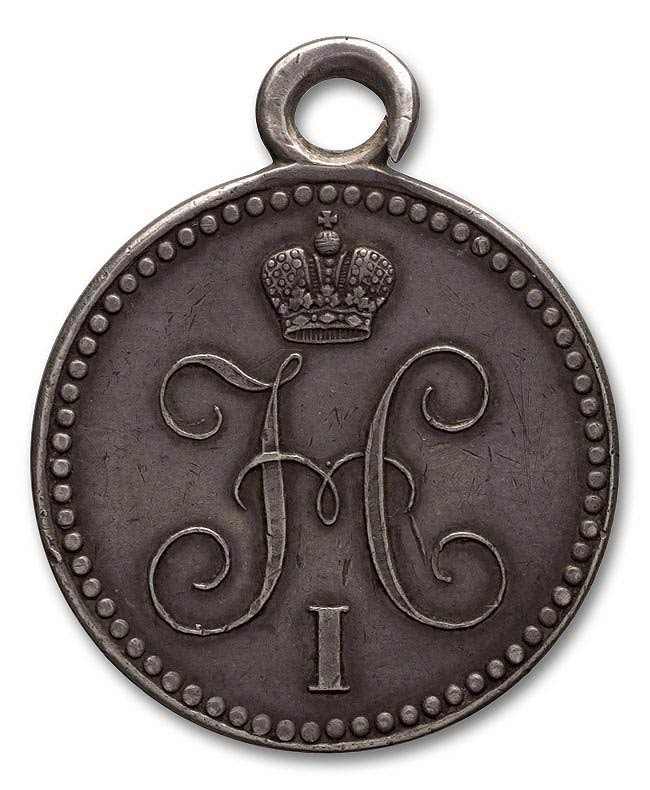
Медаль «За взяття штурмом Ахульго».Аверс

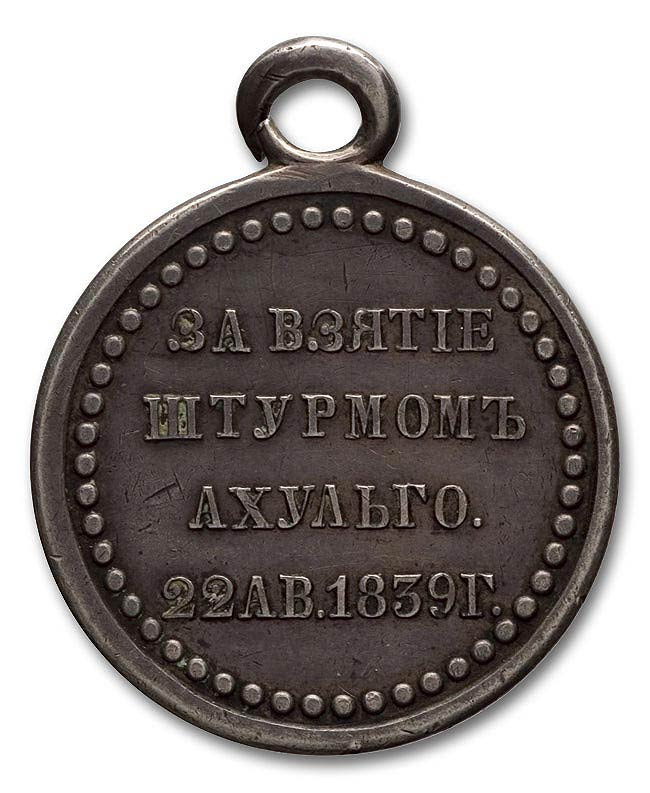
Медаль «За взяття штурмом Ахульго».Реверс

У 1888 році Франц Рубо написав панораму «Штурм аулу Ахульго». Державний академічний заслужений ансамбль танцю Дагестану «Лезгінка» має у своєму репертуарі танець «Битва за Ахульго» .
У 2009 році письменник Шапі Казієв написав історичний роман «Ахульго» .